# Ruderverein Emscher Wanne-Eickel – Herten
Der Ruderverein Emscher Wanne-Eickel – Herten e. V. ist ein Ruderverein aus Wanne-Eickel (im heutigen Herne) und Herten.
Das Vereinsgelände des Rudervereins ist an der Schleuse Wanne-Eickel des Rhein-Herne-Kanals am Städtedreieck zwischen Herne, Herten und Recklinghausen gegenüber dem Cranger Kirmesplatz gelegen. Auf dem Vereinsgelände finden sich zwei Bootshallen, Umkleideräume, Fitnessanlagen und Gastronomieräume. Der Rhein-Herne-Kanal wird für das Training des Vereins und als Regattastrecke genutzt. Von der Schleuse Wanne-Eickel bis zur Schleuse Gelsenkirchen steht hier ein strömungsfreies Gewässer von etwa sieben Kilometern zur Verfügung.

## Geschichte
Bereits beim Bau des Rhein-Herne-Kanals wurde in einem Bittbrief an die damalige Regierung die Nutzung für den Rudersport erbeten, das Schreiben wurde jedoch nicht weiter bearbeitet. 1927 gründete sich schließlich der Verein. Im zweiten Vereinsjahr errang der damalige Schüler Robert Heitkamp einen Kilometerrekord. Heitkamp war später langjähriger Vorsitzender und Mäzen des Vereins und anderer Sportvereine in Wanne-Eickel.

## Renngemeinschaft
Der RV Emscher startet zusammen mit dem Ruderclub Hamm in einer Renngemeinschaft als Emscher-Hammer in der Ruder-Bundesliga sowohl als Frauen- als auch als Männer-Achter.

## Erfolge von Booten des Vereins
Erfolge bei Deutschen (Jahrgangs-)Meisterschaften in verschiedenen Disziplinen.
Kinderrudern (bis 14 Jahre)
23 Erstplatzierungen zwischen 1972 und 2008 mit ausschließlicher Besetzung durch Vereinsmitglieder
Jugendrudern (15–18 Jahre)
11 Erstplatzierungen zwischen 1965 und 2009 mit ausschließlicher Besetzung durch Vereinsmitglieder
Deutsche Meisterschaften (U23)
4 Erstplatzierungen zwischen 1971 und 1986 mit ausschließlicher Besetzung durch Vereinsmitglieder
Deutsche Meisterschaften
2 Erstplatzierungen in 1974 mit ausschließlicher Besetzung durch Vereinsmitglieder

## Internationale Erfolge von Vereinsmitgliedern
Bei Weltmeisterschaften und olympischer Ruderregatta werden die Mannschaften als sogenannte Renngemeinschaft mit Sportlern aus verschiedenen Vereinen gebildet. Die Mitglieder des RV „Emscher“ nahmen hier an folgenden Ausscheidungen in verschiedenen Disziplinen erfolgreich teil.
Junioren-Weltmeisterschaften (17–18 Jahre)
Drei Erstplatzierungen, vier Zweitplatzierungen, vier Drittplatzierungen zwischen 1972 und 2011
Weltmeisterschaften
Drei Erstplatzierungen, drei Zweitplatzierungen, drei Drittplatzierungen, je eine Viert- und Fünftplatzierung zwischen 2001 und 2015
Ruder-Weltcup
Erstplatzierung in 2002
Olympische Spiele
Teilnahme an fünf Olympischen Spielen zwischen 1984 und 2012 auf dem 5. bis 7. Platz

## Bekannte Vereinsmitglieder
- Annina Ruppel, Achter – u. a. Weltmeisterin, Juniorenweltmeisterin, Olympiateilnehmerin
- Gregor Hauffe, Achter – u. a. Weltmeister, Europameister, Olympiateilnehmer
- Bernd Heidicker, Achter – u. a. Weltmeister, Juniorenweltmeister, Olympiateilnehmer; Vierer – Weltmeister
- Constanze Siering, Achter – Olympiateilnehmerin, Europameisterschaft (3. Platz)
- Charlotte Siering, Achter – Juniorenweltmeisterschaft
- Kerstin Rehders, Achter – Olympiateilnehmerin

## Jugendarbeit
Seit den 1950er Jahren betreibt der Verein Jugendarbeit. An den Schulen werden Jugendliche für das Rudern begeistert, worauf sich die Erfolge des Vereins begründen. Neben den aufgeführten erfolgreichen Sportlern sind zahlreiche Persönlichkeiten aus dem Einzugsgebiet des Vereins dort sportlich tätig gewesen.

## Belege
1. ↑  Vereinssatzung. Abgerufen am 18. Oktober 2015.
2. 1 2  Ruderverein Emscher : „Nun zieht mal tüchtig!“ Abgerufen am 18. Oktober 2015.
3. ↑  Ruderverein Emscher: Ruderbundesliga. Abgerufen am 18. Oktober 2015.
4. 1 2  Ruderverein Emscher: Unsere größten Erfolge. Abgerufen am 18. Oktober 2015.

Koordinaten: 51° 32′ 53,6″ N, 7° 9′ 28,1″ O